# Балтийский образовательный форум
Балтийский образовательный форум — это ежегодные встречи ректоров ведущих российских и европейских университетов, целью которых является обмен накопленным опытом, что способствует повышению качества образования и достижению договорённостей по вопросам развития высшего образования как в регионе Балтийского моря и в Европе, так и во всем мире. Решение о проведении Балтийского образовательного форума было принято в 2006 году на международной конференции ректоров. Балтийский образовательный форум задумывался как площадка для обсуждения вопросов создания единого образовательного пространства и повышения конкурентоспособности европейских вузов — то есть реализации основных задач Болонского процесса.
Форум проводится Балтийским федеральным университетом имени Иммануила Канта в Калининграде. Ежегодно в работе форума принимают участие более 200 руководителей и представителей ведущих университетов России, Германии, Латвии, Литвы, Эстонии, Польши, Белоруссии, Финляндии, Швеции и др.
с 2011 года Форум скорректировал формат своей работы: параллельно основному Форуму, на котором обсуждаются вопросы государственной политики в сфере международного научно-образовательного сотрудничества, стали проводиться и тематические, узкопрофильные заседания по современному состоянию науки в отдельных областях (нанотехнологии, материаловедение, энергоэффективность и др.). Председателем программного комитета Форума был Андрей Павлович Клемешев, руководителем исполнительной дирекции - Игорь Игоревич Жуковский. 
В связи со сложностью внешнеполитического контекста, в 2014 году Форум проводился в усеченном формате - на уровне экспертов.   